# Ro-ro
Ro-ro (od ang. roll-on / roll-off) – typ statku towarowego, pasażersko-towarowego lub barki przystosowanego do przewożenia ładunków tocznych i pojazdów (samochodów osobowych, ciężarówek lub wagonów kolejowych).
W języku polskim takie jednostki są czasem określane jako „rorowce”.

## Historia

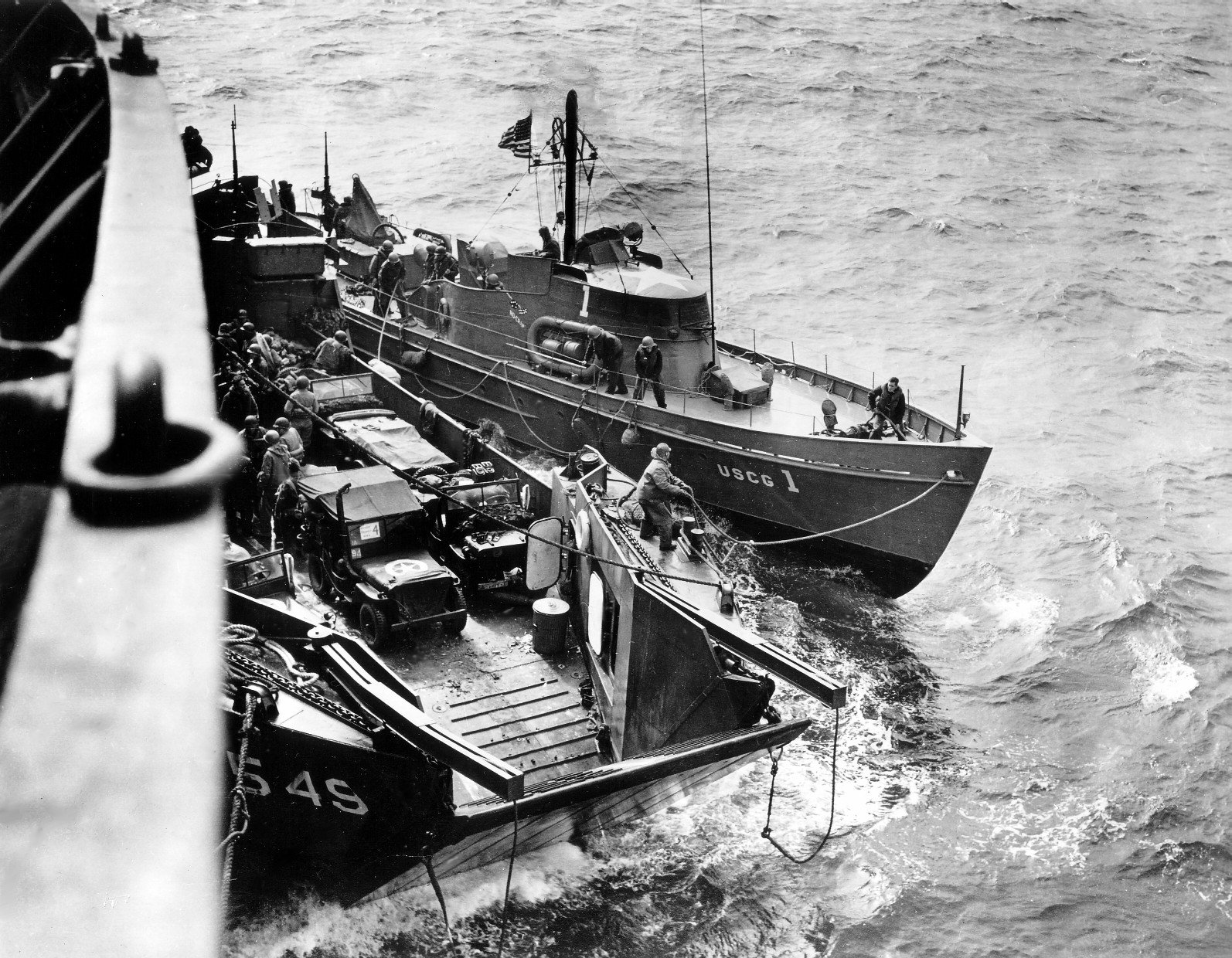
Pojazdy na barce desantowej w czasie II wojny światowej

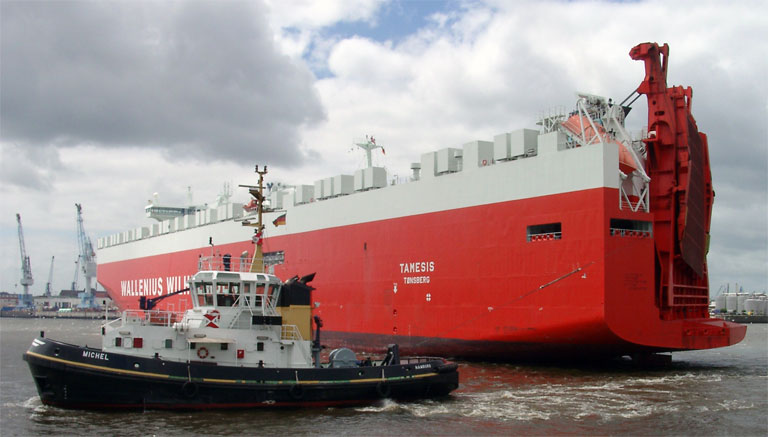
Holowanie statku ro-ro (samochodowiec); widoczne rampa i furta rufowa

Rodowód statków typu ro-ro jest typowo militarny. Protoplastów tego rodzaju statków można już się doszukiwać w XI wieku. Na potrzeby transportu jazdy rycerskiej (taborów) na tereny objęte wojnami krzyżowymi zbudowano specjalne statki wyposażone w prymitywne rampy, umożliwiające wyładunek jeźdźców bezpośrednio na brzeg.
Pierwsze statki przypominające współczesne ro-rowce powstawały w połowie XIX wieku i służyły do transportu pociągów przez rzeki zbyt szerokie, by można przez nie przerzucić most. Jednym z pierwszych przykładów takich jednostek jest prom kolejowy, kursujący przez zatokę Firth of Forth w Szkocji od roku 1851.
Podczas II wojny światowej armie do transportu pojazdów na tereny desantów wykorzystywały specjalizowane okręty, których pomysł stosowania niewiele się różnił od tych wzmiankowanych powyżej, zastosowanych podczas wypraw krzyżowych. Po wojnie postanowiono zaadaptować ideę budowy okrętów desantowych do obsługi krótkich tras promowych przez statki handlowe. W ten sposób m.in. uruchomiono pierwsze połączenie typu ro-ro pomiędzy Dover a Calais w 1953 r. Rząd USA (departament obrony) w 1957 zakontraktował budowę pierwszego statku przeznaczonego do przewozu pojazdów (przede wszystkim samochodów) i ładunków tocznych na trasach międzykontynentalnych. Nazwany został MS Comet i stał się pierwszym statkiem typu ro-ro. Wyposażony został w rampę rufową umożliwiającą wyładunek bezpośrednio na nabrzeże, system pokładów wewnętrznych połączonych rampami wewnętrznymi, urządzeń mocujących podczas podróży ładunek na kołach oraz bardzo sprawną wentylację wewnętrzną. Rozwiązania techniczne zastosowane na tym statku umożliwiały bardzo szybki i sprawny załadunek oraz rozładunek w porcie. Sukces tego rozwiązania został skopiowany przez inne państwa. Od 1970 zaczęto stosować statki typu ro-ro do eksportu samochodów na inne kontynenty. Stało się to przyczyną gwałtownego rozwoju przemysłu motoryzacyjnego Japonii. W 1973 r. zbudowano dla japońskiego armatora K-Line pierwszy klasyczny samochodowiec: MS European Highway.

## Odmiany jednostek ro-ro

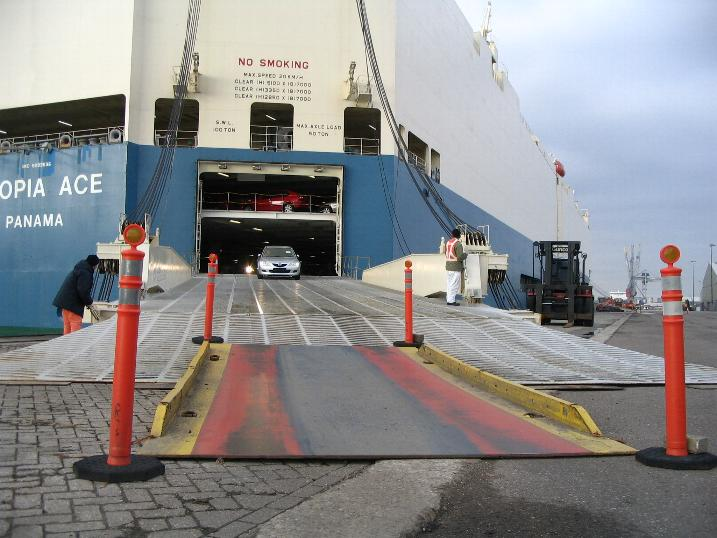
Otwarta rampa rufowa statku ro-ro

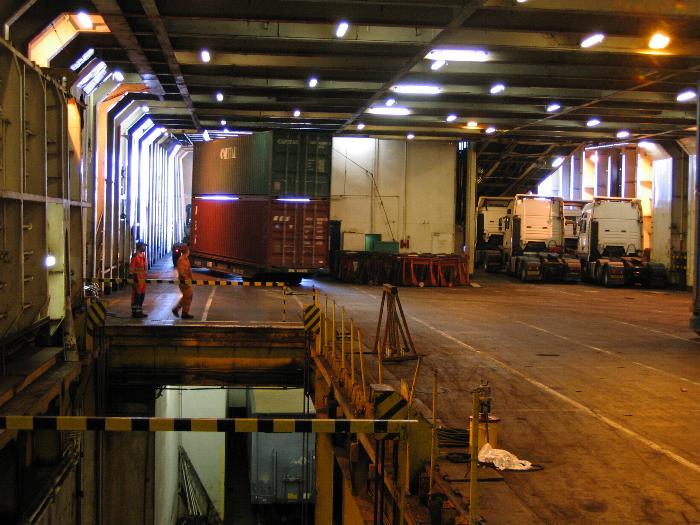
Pokład samochodowy statku ro-ro

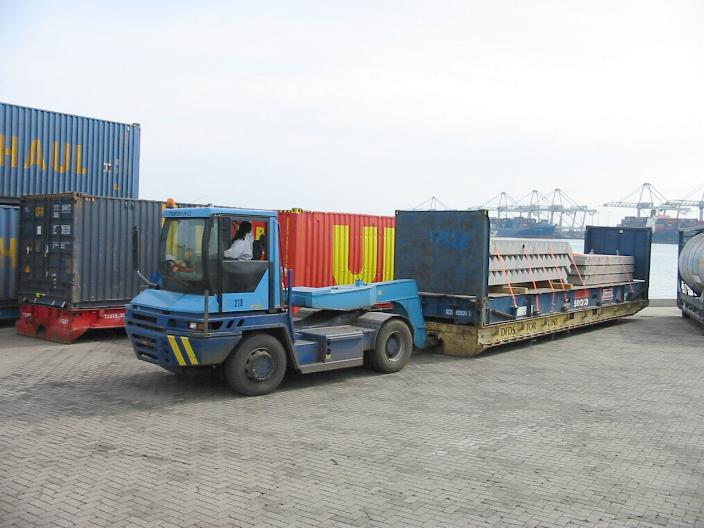
Załadunek ładunku tocznego na statek typu ro-ro

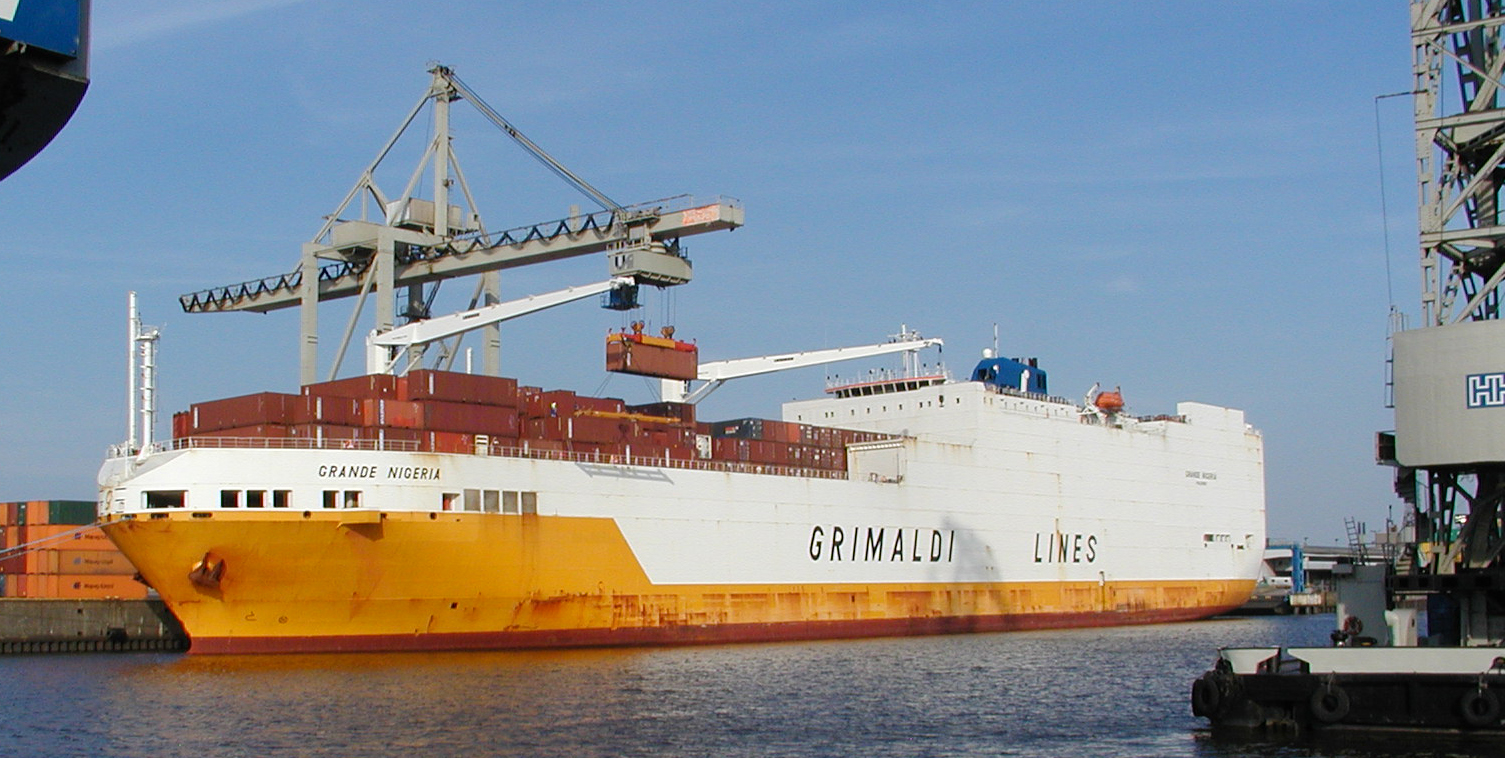
Załadunek statku typu con-ro

Do podstawowych rodzajów statków typu ro-ro zalicza się:
- con-ro – połączenie ro-ro i kontenerowca: część przestrzeni ładunkowej (najczęściej dziobowa) przeznaczona jest wyłącznie do przewozu kontenerów – są w niej ładownie z prowadnicami kontenerowymi, jak na typowym kontenerowcu, a pozostałą część (na ogół rufową) zajmują ładownie z pokładami, dzielącymi przestrzeń ładunkową na międzypokładzia dla ładunków tocznych; na statku typu con-ro przestrzenie ładunkowe ro-ro i lo-lo są rozdzielone i nie mają części wspólnej, z wyjątkiem (w niektórych przypadkach) pokładu górnego statku, który niekiedy w całości może być przystosowany do obu systemów przeładunku; czasami (u niektórych armatorów), co jest mylące i wprowadza chaos pojęciowy, nazywa się zwykłe statki ro-ro lub ro-lo (mogące przewozić spory ładunek kontenerów, zwłaszcza na pokładzie górnym) – jednostkami typu con-ro (dzieje się tak zwłaszcza u armatorów, którzy używają owej nazwy dla odróżnienia tego typu statków w swojej flocie od posiadanych również „czystych ro-ro”, np. samochodowców, oraz u tych armatorów, którzy nie zważając na prawidłowość i konsekwencję merytoryczną, dla celów marketingowych/reklamowych, chcą „dodać uniwersalności” swoim statkom ro-ro); możliwość przewożenia przez statek ro-ro sporej liczby kontenerów nie wystarczy jednak, by nazywać taką jednostkę „con-ro”.
- ro-lo – jednostka, na której albo część albo cała przestrzeń ładunkowa jest przystosowana do przewozu ładunków oraz do przeładunków zarówno w systemie ro-ro (poziomym, ładunki toczne), jak i lo-lo (pionowym);
- sto-ro – jednostka, na którą ładunek jest wwożony maszynami kołowymi (czyli występuje element przeładunku w systemie ro-ro), a następnie jest tam ustawiany/układany i pozostawiany („sto” – od ang. stowage – układać/sztauować); „rasowe”, „czyste” jednostki typu sto-ro nie mają w ogóle zewnętrznych ani wewnętrznych ramp ro-ro, a jedynie furty burtowe z windami/podnośnikami („side-loaders”); maszyna portowa poruszająca się po nabrzeżu układa sztukę ładunku (rolę papieru, paletę etc.) na wyłożonym poza burtę statku „stole” z rodzajem przenośnika taśmowego, na którego przedłużeniu (na jego poziomie) zatrzymuje się platforma podnośnika ładunkowego, przenosząca ładunek na poziom docelowego pokładu; tam sztuka ładunku odbierana jest z platformy przez wózek widłowy lub układarkę pracującą w ładowni / na danym pokładzie i odwozi ładunek oraz ustawia go w docelowym miejscu.
- ro-pax – w zasadzie odmiana promu pasażersko-samochodowego, ze zwiększoną przestrzenią ładunkową i zmniejszoną powierzchnią pomieszczeń publicznych i kabin dla pasażerów; ro-pax’ami czasem błędnie nazywane są „typowe” promy pasażersko-samochodowe; ro-pax’y wykształciły się z „normalnych” promów pasażersko-samochodowych, gdy po zniesieniu w żegludze między krajami Unii Europejskiej tracić na znaczeniu zaczęły na wielu liniach przewozy pasażerskie, a jednocześnie wzrastały przewozy towarowe – na niektórych liniach wprowadzano (jako dodatkowe lub jedyne, na miejsce dotychczasowych pasażersko-samochodowych) jednostki czysto towarowe, na innych „klasyczne” promy pasażersko-samochodowe były i nadal są (połowa pierwszej dekady XXI wieku) zastępowane statkami typu ro-pax.
- statki hybrydowe z elementami przeładunków w systemie ro-ro; w zasadzie nie wyróżnia się i nie stosuje się odpowiedniego nazewnictwa w takich przypadkach, ale trzeba zaznaczyć, że na licznych statkach występują „hybrydowe” konfiguracje i kombinacje ro-ro, lo-lo i sto-ro; dla przykładu jednostki z side-loaderami mają nierzadko także rufowe rampy ro-ro; z kolei prawie każdy statek ro-ro (z otwartym pokładem ładunkowym – górnym) może być przeładowywany w całości w systemie ro-ro, a ponadto (tylko jeśli chodzi o pokład górny) także w systemie lo-lo.

## Bezpieczeństwo statków typu ro-ro

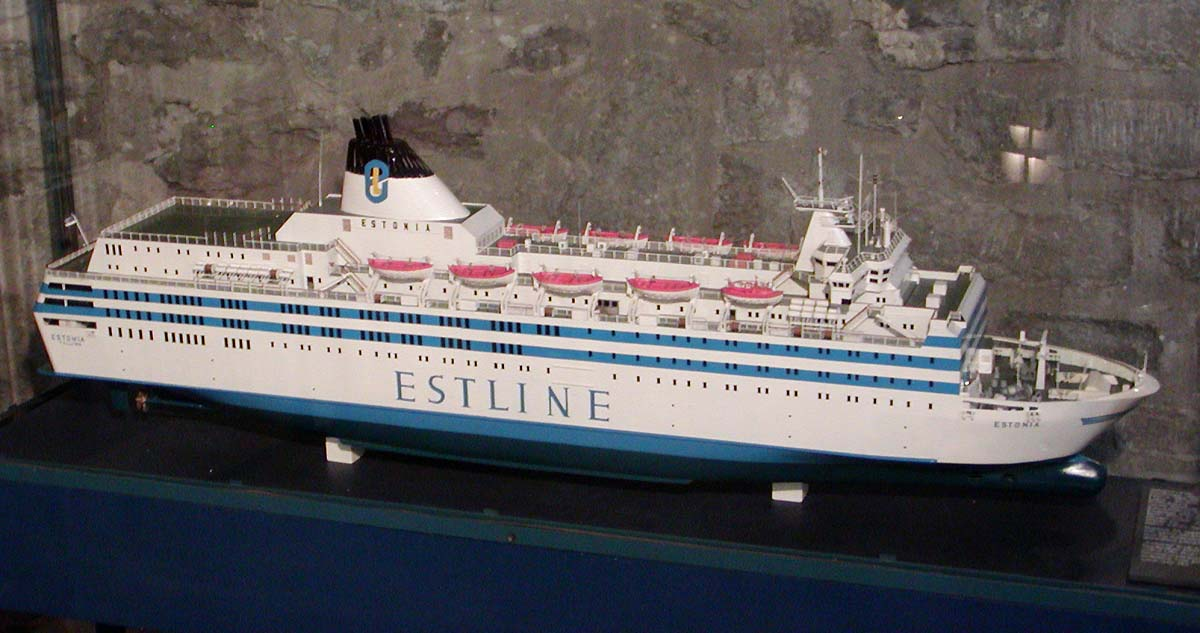
Model promu pasażerskiego MS Estonia

Specyfika budowy tego typu statków sprawia, że uważa się je za podatne na wypadki morskie. Stało się tak przede wszystkim za sprawą spektakularnych katastrof zbliżonych do nich konstrukcyjnie promów pasażerskich:
- Princess Victoria – 1953, zginęły 132 osoby;
- Herald of Free Enterprise – 1987, zginęły 193 osoby;
- Jan Heweliusz na Bałtyku – 1993, zginęło 55 osób;
- Estonia na Bałtyku – 1994, zginęły 852 osoby;
- al-Salam Boccaccio 98 – 2006, zginęły 994 osoby;
- Queen of the North – zatonął w marcu 2006, 2 ofiary śmiertelne;
- Finnbirch – zatonął 1 listopada 2006 na Bałtyku, 2 ofiary śmiertelne.

### Zagrożenia

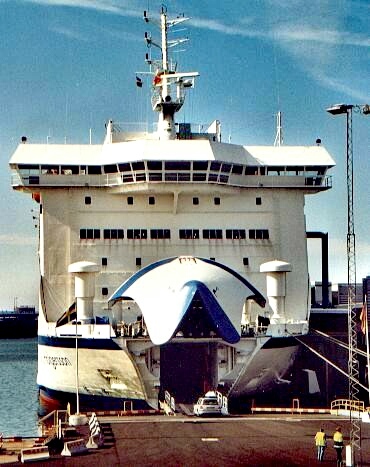
Prom ro-ro z otwartą furtą dziobową

Przyczyną powyższych katastrof jest budowa kadłuba, w którym blisko linii wodnej znajdują się otwierane furty dziobowe lub rufowe. Wdarcie się przez nie wody na pokład samochodowy powodowało utratę stateczności promów i ich bardzo szybkie zatonięcie (Princess Victoria, Herald of Free Enterprise, Estonia). Również na statkach typu ro-ro znajdują się furty (przeważnie rufowe, rzadziej burtowe) oraz rozciągający się przez całą długość kadłuba pokład ładunkowy. Jest to zagrożenie w przypadku wytworzenia się swobodnej powierzchni wody po wdarciu się na ów wewnętrzny pokład wody zaburtowej.
Innym zagrożeniem jest fakt, że ładunek znajduje się w całości powyżej linii wodnej, przez co środek ciężkości jest położony wysoko. Ładunek również jest bardzo podatny na rozmocowanie i przesunięcie podczas sztormowej pogody. Większość wysokości statku znajduje się ponad powierzchnią wody przy stosunkowo małym zanurzeniu i dużej powierzchni burt podatnych na działanie wiatru. W tym przypadku dochodzi również do szybkiej utraty stateczności i zatonięcia (Heweliusz i prawdopodobnie al-Salam Boccaccio 98).
Trzecim zagrożeniem jest niebezpieczeństwo pożaru oraz jego szybkie rozprzestrzenianie się w niewygrodzonej ładowni, jaką jest pokład ładunkowy. Częsta obecność np. w bakach samochodów łatwopalnego paliwa, stwarza ryzyko awarii i jego zapalenia (pożar promu Jan Heweliusz).
Na statkach typu ro-pax największym zagrożeniem jest specyficzny ładunek, jakim są „pasażerowie”. Tu dochodzi najczęściej do zaprószenia ognia. Całkiem realnym są ataki terrorystyczne. Jedną z hipotez przyczyn katastrofy rozważaną po zatonięciu Estonii, był m.in. atak terrorystyczny dokonany przez mafię rosyjską.

### Środki zaradcze

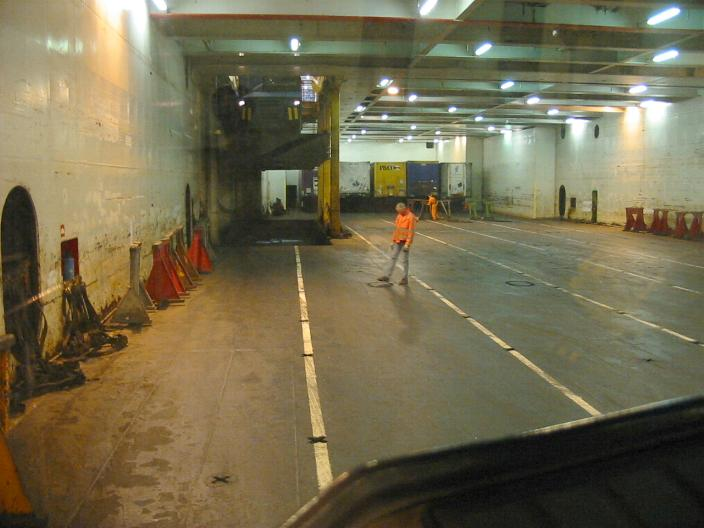
Załadunek naczep z kontenerami na pokład samochodowy (po powiększeniu widoczne na białych liniach gniazda do mocowania ładunku, oraz znajdujące się po burtach łańcuchy i podpory)

Odchodzi się od konstruowania statków wyposażanych w dziobową furtę i rampę. W przypadku pasażerskich statków ro-ro (ro-pax, promy pasażersko-samochodowe, kolejowe), gdy posiadają powyższe rozwiązanie, przepisy IMO zobowiązują do instalacji elektronicznych systemów monitorujących stan zamknięcia furty dziobowej. Są to m.in. system telewizji przemysłowej z układem kamer, którego obraz jest przekazywany bezpośrednio i ciągle na mostek kapitański; elektroniczny system sygnalizujący stan zamknięcia furty. Niektóre statki są wyposażane w dodatkowe zamykane wygrodzenia na dziobie – rozwiązanie takie zastosowano na polskich promach Silesia, Pomerania oraz Skania. Niedopuszczalnymi są także rozpoczynanie podróży morskiej bez zamkniętych furt, oraz wykonywanie manewrów portowych z otwartymi furtami. Pośpiech i domykanie „w biegu” furty dziobowej stało się przyczyną zatonięcia MF Herald of Free Enterprise w 1987. Sprawę tę już regulują odpowiednie przepisy międzynarodowe, a nie tylko dobra praktyka morska.
Tego typu statki wyposaża się w rozbudowane instalacje balastowe wspomagane komputerowo, wyposażone w wiele zbiorników i wydajne pompy pozwalające szybko reagować na zmiany stateczności. Pokłady samochodowe posiadają specjalne gniazda pozwalające na skuteczne zamocowanie ładunków tocznych za pomocą łańcuchów oraz taśm. Na wyposażeniu jednostek ro-ro znajdują się też wielkogabarytowe poduszki pneumatyczne pozwalające na blokowanie przemieszczających się ładunków podczas niepogody. Z tego też względu na pokładach ładunkowych znajdują się końcówki instalacji dostarczającej sprężone powietrze służące do ich napełniania. Niektórzy armatorzy na czas załadunku w porcie zatrudniają tzw. supercargo, dbających o właściwe (bezpieczne ze względów stateczności) załadowanie typowych ro-ro. Po zakończeniu załadunku supercargo wraca do kraju nie wchodząc w skład załogi statku. W przewidywaniu zagrożeń pogodowych z pomocą przychodzą nowoczesne środki łączności np. GMDSS. Odpowiedzialność za kontynuowanie podróży w złych warunkach pogodowych oraz związane z tym wszystkie konsekwencje spada wyłącznie na kapitana. W podejmowaniu tej decyzji jest całkowicie niezawisły. Z tego też powodu armator nie może wyciągać wobec niego żadnych konsekwencji służbowych oraz nie może stosować żadnych nacisków w sprawie podejmowanych decyzji.
Dla podniesienia bezpieczeństwa przeciwpożarowego, na pokładach samochodowych statków typu ro-ro stosuje się automatycznie działające systemy tryskaczowe, instaluje się też system kurtyn wodnych dzielący tę specyficzną ładownię na mniejsze sekcje. Standardem są systemy sygnalizujące pojawienie się ognia, dymu, podwyższonej temperatury. Na statkach pasażerskich ro-ro pełnione są stałe wachty przez członków załogi posiadających odpowiednie przeszkolenie pożarowe (funkcja marynarz – strażak), również zatrudnia się doświadczonych oficerów pożarnictwa (funkcja oficer pożarowy) jako osoby odpowiedzialne za stan bezpieczeństwa przeciwpożarowego jednostki.
Konwencja SOLAS określa też wymogi, jakie powinny spełniać załogi zatrudnione na pasażerskich statkach ro-ro. Dotyczy to składu załóg m.in. obowiązek zatrudnienia dodatkowych ludzi np. co najmniej dwóch oficerów wachtowych, wyznaczenie dodatkowego członka załogi odpowiedzialnego za bezpieczeństwo statku (np. oficer wachtowy, oficer pożarowy). Skład załóg musi być odpowiednio wyszkolony i posiadać dodatkowe kwalifikacje, nawet tak unikatowe, jak przeszkolenie w zakresie kierowania tłumem – określone przez SOLAS jako: przeszkolenie w zakresie kierowania w sytuacjach zagrożenia i w przypadku nietypowych zachowań ludzkich; przewozu ładunków niebezpiecznych, czyli: zintegrowane szkolenie w zakresie bezpieczeństwa pasażerów, ładunku i statku. Znacznie też częściej są ogłaszane alarmy ćwiczebne. Same statki podlegają wzmożonemu dozorowi przez towarzystwa klasyfikacyjne. Bezwzględnie przestrzega się zakazu przebywania pasażerów na pokładzie samochodowym podczas podróży morskiej.
Wszystkie powyższe środki są stosowane przede wszystkim na statkach pasażerskich typów ro-ro – promach morskich i ro-pax. Jednak większość owych rozwiązań znajduje też zastosowanie też na innych jednostkach ro-ro.

## Statki ro-ro w eksploatacji u polskich armatorów
Pierwszym polskim towarowym ro-ro (a więc nie licząc wcześniejszych promów pasażersko-samochodowych i kolejowych) był MS Starogard Gdański, eksploatowany w PLO od roku 1973. W następnych latach PLO na liniach europejskich eksploatowały statki ro-ro MS Inowrocław, MS Puck oraz con-ro na linii północnoamerykańskiej: MS Tadeusz Kościuszko, MS Kazimierz Pułaski, MS Władysław Sikorski, MS Stefan Starzyński i ro-ro na linii australijskiej: MS Katowice II, MS Poznań, MS Gdańsk, MS Wrocław. W barwach PŻB pływały MS Parsęta i inne wyczarterowane od obcych armatorów statki m.in. MS Gute i MS Kahlenberg. Statki ro-ro eksploatują obecnie w Polsce m.in. POL-Euro i POL-Levant z Gdyni oraz Euroafrica Linie Żeglugowe ze Szczecina.